# فرائناو
فرائناو (به آلمانی: Frauenau) یک شهر در آلمان است که در بایرن واقع شده‌است.

## خصوصیات
فرائناو ۶۰٫۱۴ کیلومترمربع مساحت دارد ۶۱۶ متر بالاتر از سطح دریا واقع شده‌است.